# Csallóközi járás
A Csallóközi járás (szlovákul Žitnoostrovský okres) Komárom vármegye északnyugati járása volt, nagyjából a vármegyének a Csallóközbe eső részét foglalta el. Székhelye Komárom volt. A térkép szerint a járás határos volt Nyitra, Pozsony és Győr vármegyékkel és Komárom vármegye két járásával: a Gesztesi járással és az Udvardi járással.
A trianoni békeszerződés értelmében a járás teljes területe Csehszlovákiához került. A csehszlovák közigazgatás által 1923-ban létrehozott Komáromi járás területe 1938-ig megegyezett az egykori Csallóközi járás területével.
A terület az első bécsi döntés alapján 1938 és 1945 között ismét Magyarországhoz tartozott. Ekkor az egykori Csallóközi járás, illetve a csehszlovák közigazgatás alatt működött járás helyén alakult magyar közigazgatási egység neve Komáromi járás lett. Ennek a változtatásnak az volt az oka, hogy ekkor a Csallóköznek a korábban Pozsony vármegyéhez tartozó része is Komárom vármegyéhez került, ezért a régi elnevezés megtévesztő lett volna, hisz a Komáromi járás nem foglalta magában a megye teljes csallóközi részét.
A második világháború végén kötött fegyverszüneti egyezmény alapján az egykori járás ismét csehszlovák fennhatóság alá került, ahol az 1938 előtti határok között működött tovább a (csehszlovák) Komáromi járás. 1949-ben Szímőt és Kamocsát az Érsekújvári járáshoz csatolták, a maradék területet pedig a Komáromi és az akkor alakult Nagymegyeri járás között osztották fel. 1960-ban a Nagymegyeri járás megszűnt, Nagymegyer és Ekecs (Apácaszakállassal és Izsappal) a Dunaszerdahelyi járáshoz került, a járás többi része pedig a Komáromi járáshoz.

## A Csallóközi járás települései
- Apácaszakállas (Opatovský Sokolec)
- Bogya (Bodza)
- Csallóközaranyos (Zlatná na Ostrove)
- Csicsó (Číčov)
- Ekecs (Okoč)
- Ekel (Okoličná na Ostrove)
- Gellér (Holiare) egykor Alsógellér és Felsőgellér
- Gúta (Kolárovo)
- Izsap (Ižop) ma Nagymegyer része
- Kamocsa (Komoča)
- Keszegfalva (Kameničná)
- Kolozsnéma (Klížska Nemá)
- Komáromfüss (Trávnik)
- Lakszakállas (Sokolce) egykor Lakszakállas és Turiszakállas
- Megyercs (Čalovec)
- Nagymegyer (Veľký Meder, rég. Čalovo)
- Nagykeszi (Veľké Kosihy)
- Nemesócsa (Zemianska Olča)
- Örsújfalu (Nová Stráž) ma Komárom része
- Szilas (Brestovec)
- Szimő (Zemné)
- Tany (Tôň)

1918 után keletkezett községek az egykori járás területén:
- Ifjúságfalva (Dedina Mládeže)
- Vágfüzes (Vrbová nad Váhom)
- Zsemlékes (Lipové)